# Премія НАН України імені І. І. Шмальгаузена
Премія НАН України імені І. І. Шмальгаузена — премія, встановлена у 1993 році Національною академією наук України за видатні наукові роботи в галузі зоології, морфології, філогенії, екології тварин та біоніки. Названа на честь видатного зоолога Івана Івановича Шмальгаузена.

## Лауреати премії
| Рік         | Премійовані роботи | Лауреати                           | Установи |
| ----------- | --- | ---------------------------------- | --- |
| 1993 (1994) | цикл робіт «Гризуни неогену та давнього плейстоцену півдня Східної Європи (систематичний, історико-фауністичний, біостратиграфічний та палеогеографічний аналіз)» | Топачевський Вадим Олександрович   | Інститут зоології імені І. І. Шмальгаузена НАН України (Палеонтологічний музей, згодом перейшов до складу Національного науково-природничого музею НАН України) |
| 1993 (1994) | цикл робіт «Гризуни неогену та давнього плейстоцену півдня Східної Європи (систематичний, історико-фауністичний, біостратиграфічний та палеогеографічний аналіз)» | Несін Валентин Антонович           | Інститут зоології імені І. І. Шмальгаузена НАН України (Палеонтологічний музей, згодом перейшов до складу Національного науково-природничого музею НАН України) |
| 1993 (1994) | цикл робіт «Гризуни неогену та давнього плейстоцену півдня Східної Європи (систематичний, історико-фауністичний, біостратиграфічний та палеогеографічний аналіз)» | Скорик Олександра Федорівна        | Інститут зоології імені І. І. Шмальгаузена НАН України (Палеонтологічний музей, згодом перейшов до складу Національного науково-природничого музею НАН України) |
| 1994 (1995) | серія праць «Паразитичні черви птахів України (проблеми систематики, сучасне поширення та екологія)»                                                              | Корнюшин Вадим Васильович          | Інститут зоології імені І. І. Шмальгаузена НАН України |
| 1994 (1995) | серія праць «Паразитичні черви птахів України (проблеми систематики, сучасне поширення та екологія)»                                                              | Смогоржевська Лідія Олексіївна     | Інститут зоології імені І. І. Шмальгаузена НАН України |
| 1994 (1995) | серія праць «Паразитичні черви птахів України (проблеми систематики, сучасне поширення та екологія)»                                                              | Іскова Надія Іванівна              | Інститут зоології імені І. І. Шмальгаузена НАН України |
| 1995 (1996) | серія праць «Сучасний стан та зміни в екологічній системі Чорного моря»                                                                                           | Зайцев Ювеналій Петрович           | Інститут біології південних морів імені О. О. Ковалевського НАН України (одеський філіал, зараз виокремлений у Інститут морської біології НАН України)          |
| 1996 (1997) | цикл робіт «Порівняльна анатомія, ембріологія і еволюція рукокрилих»                                                                                              | Ковтун Михайло Фотійович           | Інститут зоології імені І. І. Шмальгаузена НАН України |
| 1996 (1997) | цикл робіт «Порівняльна анатомія, ембріологія і еволюція рукокрилих»                                                                                              | Лихотоп Ростислав Йосипович        | Інститут зоології імені І. І. Шмальгаузена НАН України |
| 1997 (1998) | серія праць «Еволюція ссавців і еколого-морфологічні особливості їх паразитів у антропогені»                                                                      | Рековець Леонід Іванович           | Національний науково-природничий музей НАН України |
| 1997 (1998) | серія праць «Еволюція ссавців і еколого-морфологічні особливості їх паразитів у антропогені»                                                                      | Двойнос Григорій Митрофанович      | Інститут зоології імені І. І. Шмальгаузена НАН України |
| 1997 (1998) | серія праць «Еволюція ссавців і еколого-морфологічні особливості їх паразитів у антропогені»                                                                      | Харченко Віталій Олександрович     | Інститут зоології імені І. І. Шмальгаузена НАН України |
| 1999 (2000) | цикл робіт «Вплив Чорнобильської катастрофи на тваринний світ» | Францевич Леонід Іванович          | Інститут зоології імені І. І. Шмальгаузена НАН України |
| 1999 (2000) | цикл робіт «Вплив Чорнобильської катастрофи на тваринний світ» | Гайченко Віталій Андрійович        | Інститут зоології імені І. І. Шмальгаузена НАН України |
| 1999 (2000) | цикл робіт «Вплив Чорнобильської катастрофи на тваринний світ» | Крижанівський Валентин Іванович    | Інститут зоології імені І. І. Шмальгаузена НАН України |
| 2001 (2002) | цикл робіт «Екологічні основи біотехнологій відтворення риб і безхребетних в аквакультурі»                                                                        | Романенко Віктор Дмитрович         | Інститут гідробіології НАН України |
| 2001 (2002) | цикл робіт «Екологічні основи біотехнологій відтворення риб і безхребетних в аквакультурі»                                                                        | Крот Юрій Григорович               | Інститут гідробіології НАН України |
| 2001 (2002) | цикл робіт «Екологічні основи біотехнологій відтворення риб і безхребетних в аквакультурі»                                                                        | Соломатіна Валентина Дмитрівна     | Інститут гідробіології НАН України |
| 2003 (2004) | цикл робіт «Проблеми еволюцій водних безхребетних (найпростіших та молюсків)»                                                                                     | Аністратенко Віталій В'ячеславович | Інститут зоології імені І. І. Шмальгаузена НАН України |
| 2003 (2004) | цикл робіт «Проблеми еволюцій водних безхребетних (найпростіших та молюсків)»                                                                                     | Довгаль Ігор Васильович            | Інститут зоології імені І. І. Шмальгаузена НАН України |
| 2003 (2004) | цикл робіт «Проблеми еволюцій водних безхребетних (найпростіших та молюсків)»                                                                                     | Корнюшин Олексій Вадимович         | Інститут зоології імені І. І. Шмальгаузена НАН України |
| 2005 (2006) | серія праць «Монографічні довідкові видання про паразитів та хвороби риб»                                                                                         | Гаєвська Альбіна Вітольдівна       | Інститут біології південних морів імені О. О. Ковалевського НАН України                                                                                         |
| 2007 (2008) | серія наукових праць «Жуки-чорнотілки Фауни України, їх морфологічні особливості та методи захисту від них»                                                       | Чернєй Любов Сергіївна             | Інститут зоології імені І. І. Шмальгаузена НАН України |
| 2007 (2008) | серія наукових праць «Жуки-чорнотілки Фауни України, їх морфологічні особливості та методи захисту від них»                                                       | Федоренко Віталій Петрович         | Інститут захисту рослин УААН |
| 2010 (2011) | цикл праць «Раритетна іхтіофауна як показник екологічного стану річок України»                                                                                    | Афанасьєв Сергій Олександрович     | Інститут гідробіології НАН України |
| 2010 (2011) | цикл праць «Раритетна іхтіофауна як показник екологічного стану річок України»                                                                                    | Гончаренко Наталія Іванівна        | Інститут гідробіології НАН України |
| 2010 (2011) | цикл праць «Раритетна іхтіофауна як показник екологічного стану річок України»                                                                                    | Долинський Валентин Леонідович     | Інститут гідробіології НАН України |
| 2013 (2014) | цикл праць «Систематика та еволюція перетинчастокрилих комах родин Formicidae та Eulopidae Західної Палеарктики»                                                  | Радченко Олександр Григорович      | Інститут зоології імені І. І. Шмальгаузена НАН України |
| 2013 (2014) | цикл праць «Систематика та еволюція перетинчастокрилих комах родин Formicidae та Eulopidae Західної Палеарктики»                                                  | Гумовський Олексій Васильович      | Інститут зоології імені І. І. Шмальгаузена НАН України |
| 2013 (2014) | цикл праць «Систематика та еволюція перетинчастокрилих комах родин Formicidae та Eulopidae Західної Палеарктики»                                                  | Перковський Євген Едуардович       | Інститут зоології імені І. І. Шмальгаузена НАН України |
| 2016 (2017) | цикл праць «Таксономія, фауна та походження комах надродин Yponomeutoidea та Tephritoidea Старого світу»                                                          | Гершензон Злата Сергіївна          | Інститут зоології імені І. І. Шмальгаузена НАН України |
| 2016 (2017) | цикл праць «Таксономія, фауна та походження комах надродин Yponomeutoidea та Tephritoidea Старого світу»                                                          | Каменєва Олена Петрівна            | Інститут зоології імені І. І. Шмальгаузена НАН України |
| 2016 (2017) | цикл праць «Таксономія, фауна та походження комах надродин Yponomeutoidea та Tephritoidea Старого світу»                                                          | Корнєєв Валерій Олексійович        | Інститут зоології імені І. І. Шмальгаузена НАН України |
| 2019 (2020) | серія праць «Карабоїдні жуки та наземні молюски України та прилеглих територій, їх біоценотичне та практичне значення»                                            | Пучков Олександр Васильович        | Інститут зоології імені І. І. Шмальгаузена НАН України |
| 2019 (2020) | серія праць «Карабоїдні жуки та наземні молюски України та прилеглих територій, їх біоценотичне та практичне значення»                                            | Балашов Ігор Олександрович         | Інститут зоології імені І. І. Шмальгаузена НАН України |

## Премія імені Д. К. Заболотного (1975-1991)
До встановлення Премії НАН України імені І. І. Шмальгаузена у 1993 році, за видатні праці у галузі зоології (а також мікробіології, вірусології та епідеміології) АН УРСР вручала Премію імені Д. К. Заболотного, що таким чином була прямою попередницею Премії імені Шмальгаузена. Зоологи отримали 9 премій імені Д. К. Заболотного (14 осіб) у 1975-1991 роках, а саме:
- Єрмоленко Валерій Михайлович (ІЗАН, 1975)
- Монченко Владислав Іванович (ІЗАН, 1975)
- Пучков Василь Георгійович (ІЗАН, 1977)
- Щербак Микола Миколайович (ІЗАН, 1978)
- Шарпило Віктор Петрович (ІЗАН, 1978)
- Зерова Марина Дмитрівна (ІЗАН, 1981)
- Осичнюк Ганна Захарівна (ІЗАН, 1981)
- Мажуга Петро Маркович (ІЗАН, 1983)
- Долін Володимир Гдаліч (ІЗАН, 1985)
- Козлов Михайло Олексійович[ru] (ЗІН, 1987)
- Кононова Світлана Василівна (ІЗАН, 1987)
- Толканіц Валентина Гнатівна (ІЗАН, 1987)
- Алєєв Юрій Глібович[ru] (ІБПМ, 1989)
- Пучков Павло Васильович (ІЗАН, 1991)